# Amerika - Som jeg ser det
Amerika - Som jeg ser det er en dansk dokumentarfilm fra 1984 instrueret af Ebbe Larsen.